# Fernsehturm Stuttgart
Fernsehturm Stuttgart (Stuttgartská televizní věž) je první televizní věž na světě postavená z betonu, a zároveň je vzorem mnoha ostatních věží na světě. Je to jeden z orientačních bodu a turistických atrakcí ve Stuttgartu.
Je umístěna na kopci Hoher Bopser, asi 2,5 km jihovýchodně od centra Stuttgartu v městské části Degerloch.
Má 4 patra, přičemž první je ve výšce 134 metrů a nejvyšší je ve výšce 144 metrů. Je zde také vyhlídková terasa, která se nachází 148 metrů nad zemí.
Tak zvaná hlava věže stojí na sloupu silném 10 metrů, který má u země průměr 27 m.
Do provozu byla uvedena 5. února 1956 a její výstavba trvala 20 měsíců. Stavba stála 4,2 miliónů marek, ale tato částka byla zaplacena návštěvníky do 5 let.
Z věže je krásný výhled na Stuttgart a jeho okolní lesy, vinice a města, pěkný pohled je na pohoří Švábský Jura a Černý les (Schwarzwald) a za dobré viditelnosti jsou vidět i Švýcarské Alpy.

## Technické parametry
- Nadmořská výška kopce: 483 m nad mořem
- Celková výška věže: 216,8 m
- Výška vyhlídkové terasy: 148 m
- Maximální průměr věžního koše: 15 m
- Průměr základu sloupu: 27 m
- Celková hmotnost věže: cca 3000 tun
- Rychlost výtahů: 5 m/s

## Historie
- 1949: začala výstavba původního ocelového vysílače
- 1950: zahájení provozu vysílače
- 10. června 1954: Začátek výstavby železobetonové věže
- 5. února 1956: Zprovoznění.
- Konec roku 1965: přidána anténa = konečná výška 216,8 m.
- 2005: Rekonstrukce opláštění koše

## Další televizní věže v Německu
- Berliner Fernsehturm (televizní věž v Berlíně)
- Rheinturm Düsseldorf (televizní věž v Düsseldorfu
- Fernmeldeturm Nürnberg (televizní věž v Norimberku)
- Fernsehturm Heidelberg (televizní věž v Heidelbergu)

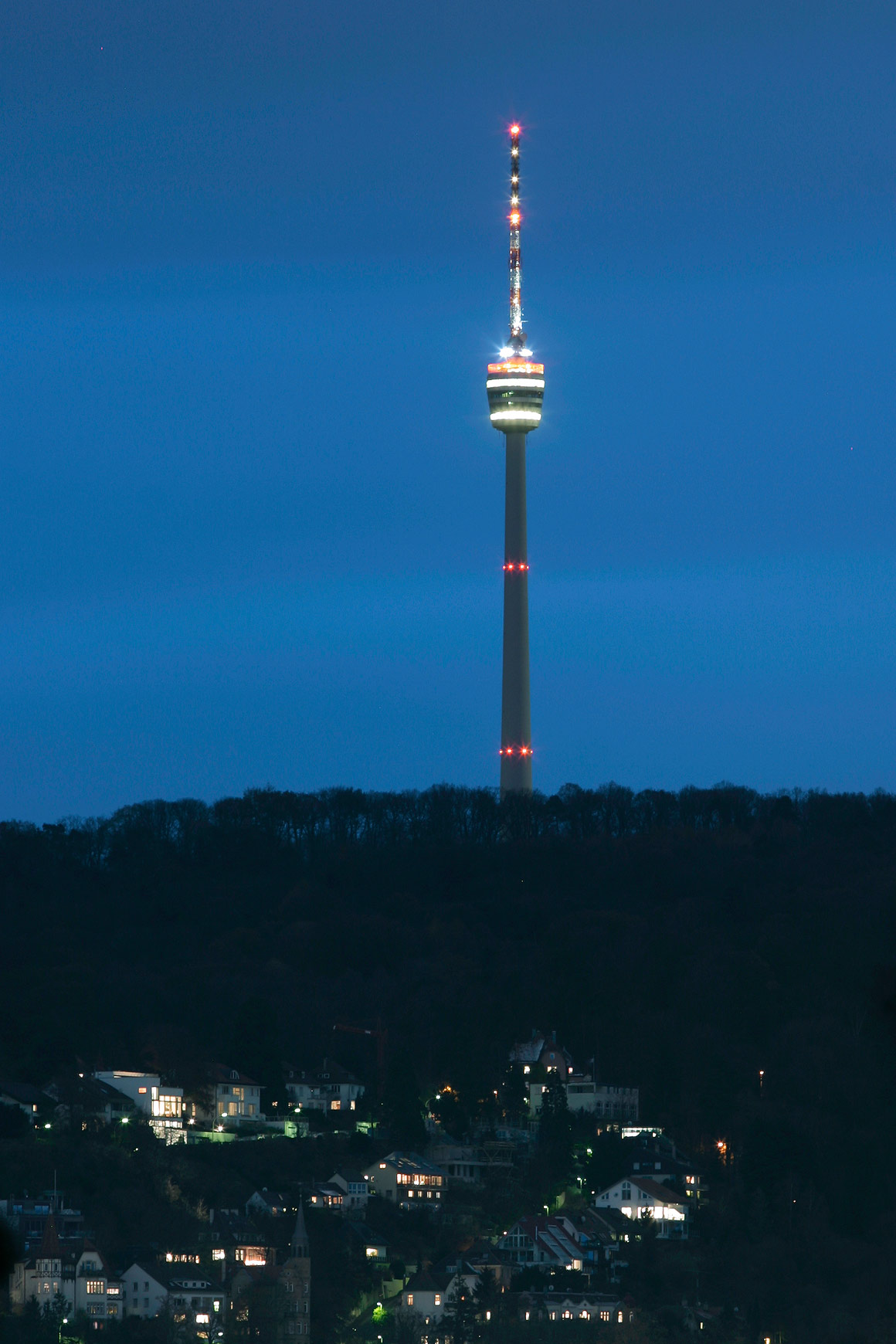
Fernsehturm Stuttgart v noci
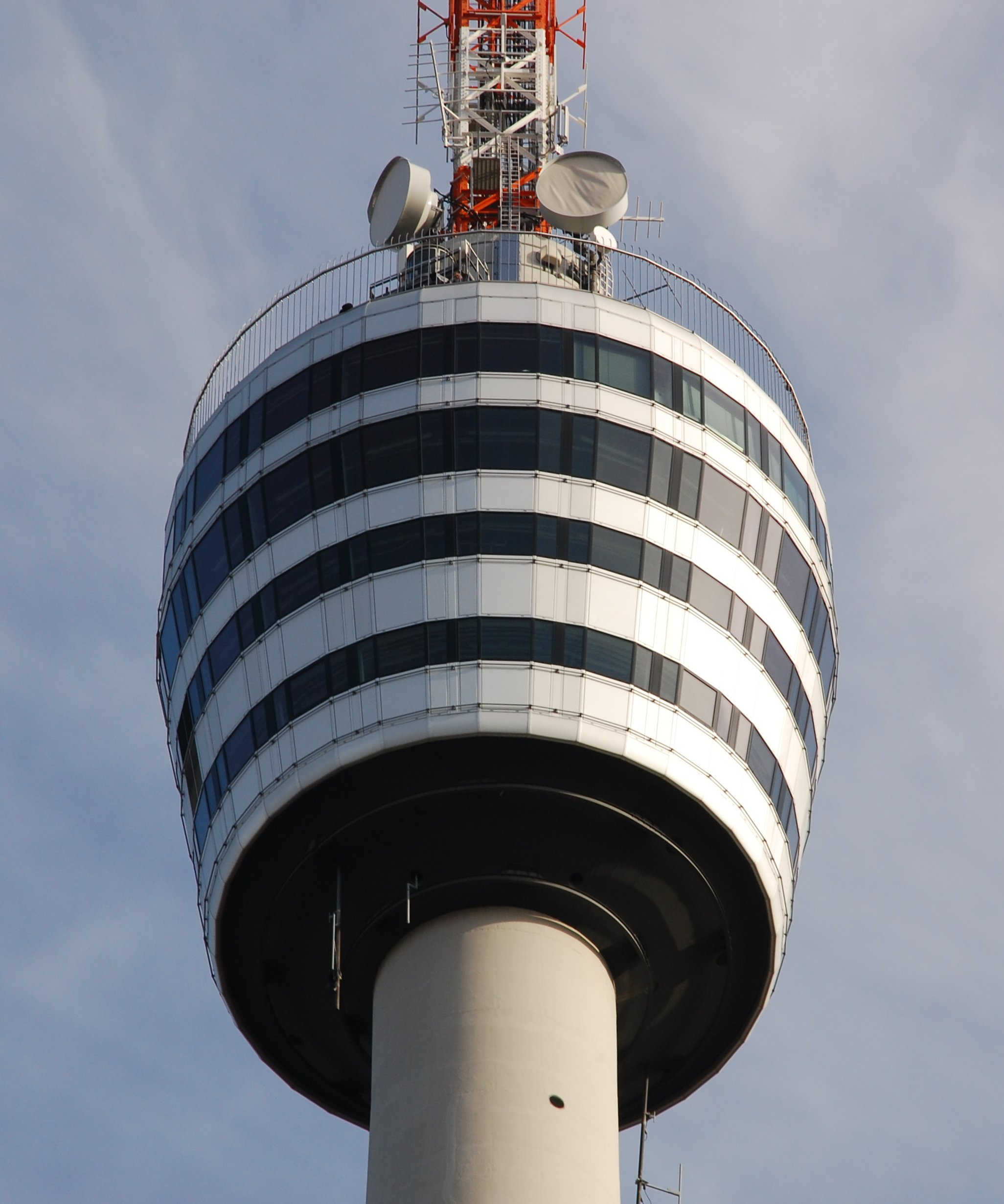
Fernsehturm Stuttgart pohled na věžní koš
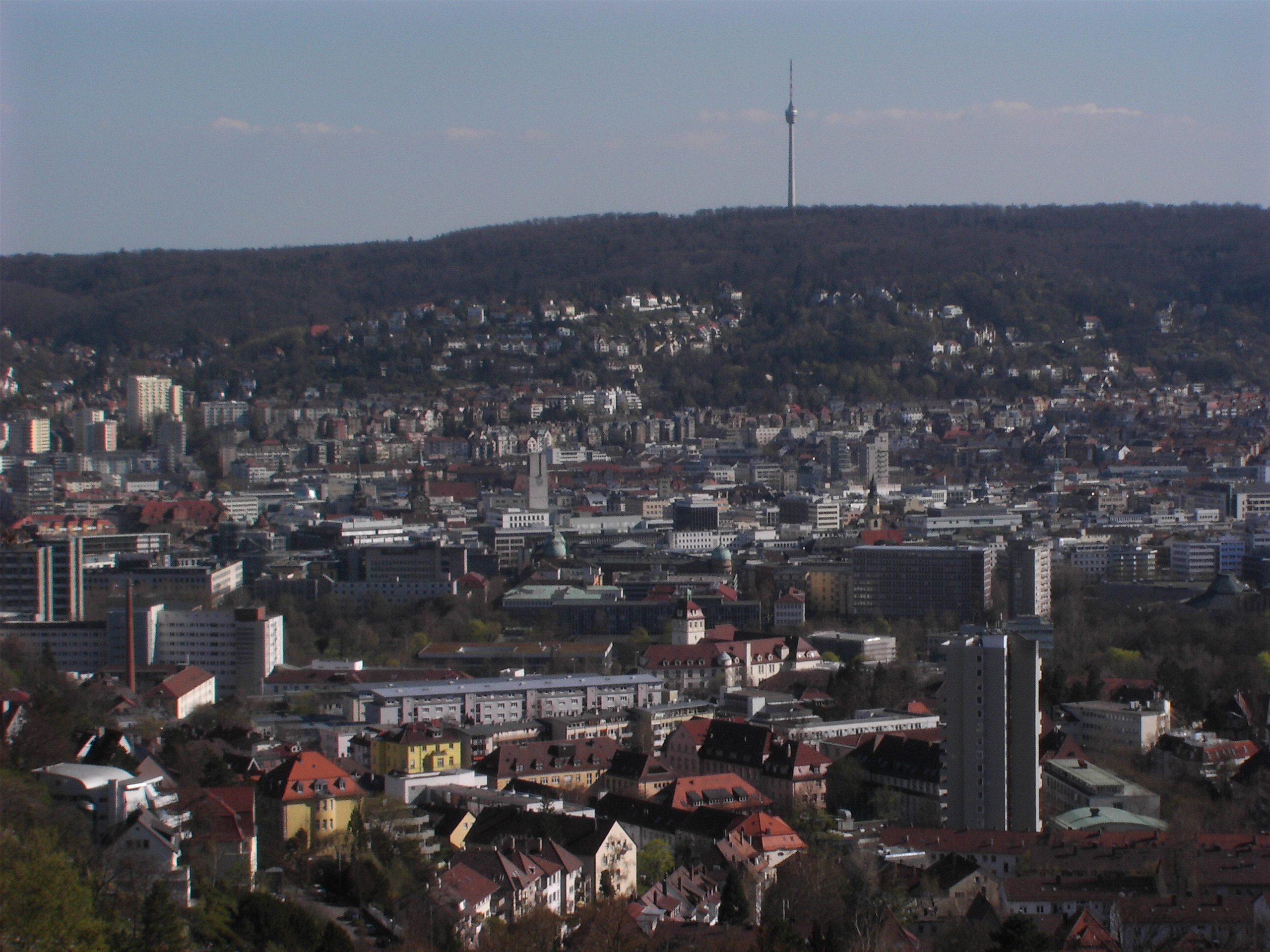
Stuttgart a v pozadí televizní věž
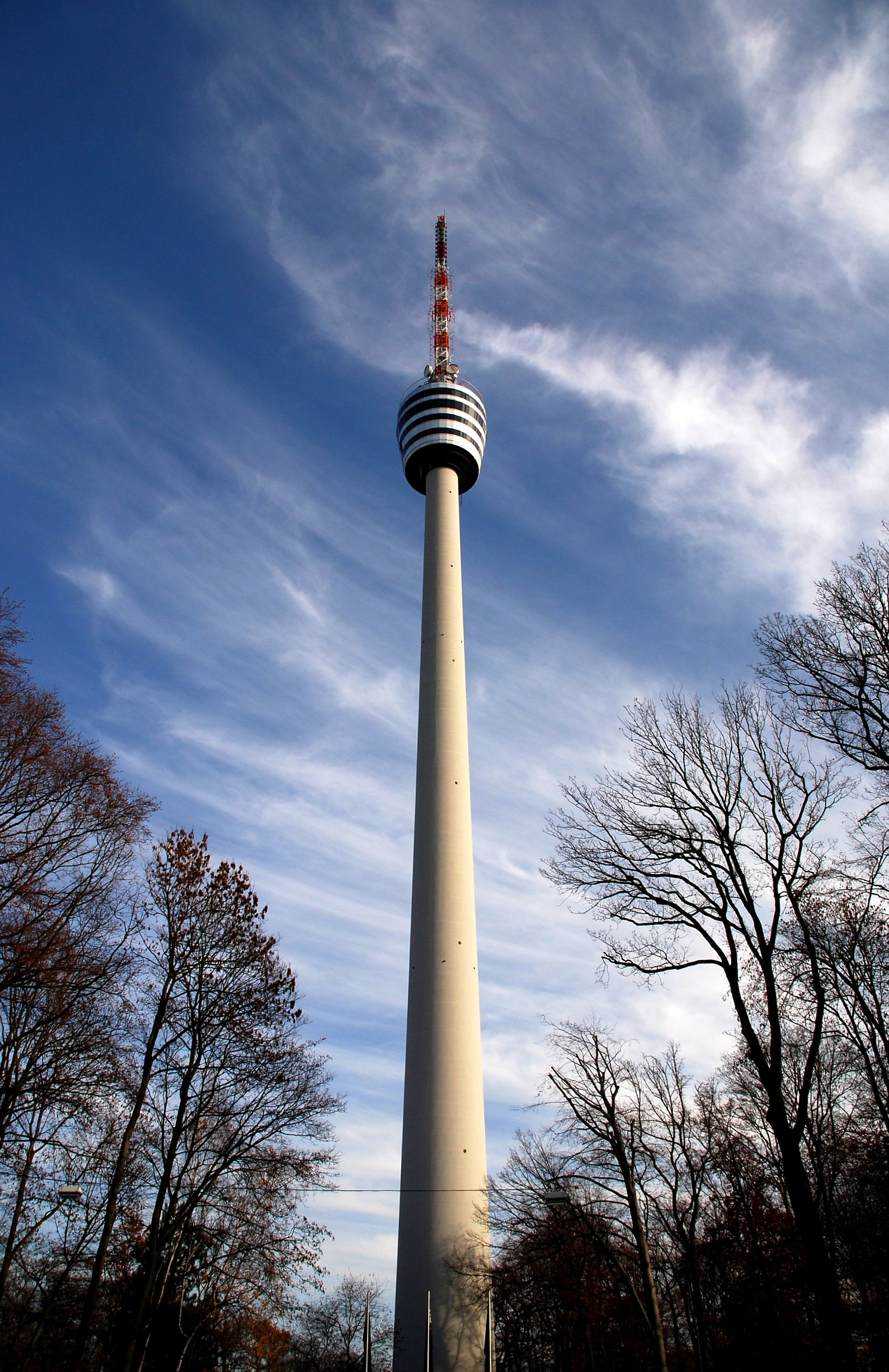
Fernsehturm Stuttgart